# 香江花月夜 (電視劇)
《香江花月夜》（英語：Summer Kisses Winter Tears）是香港電視廣播有限公司拍攝製作的時裝懷舊劇集，全劇共20集，監製王天林。

## 故事大纲
一個寫盡五十年代歌女迎人笑、背人辛酸的故事。 這部充滿濃厚懷舊色彩的劇集《香江花月夜》。
描述三個出身不同、性格各異的少女，各有不同的原因，踏足歌壇，她們的遭遇及傳奇的一生，反映出當時歌女的辛酸史。劇中以連場歌舞及多首悠揚插曲，襯托出這個感人肺腑的故事。 這三個少女分別是方芷湄 (梅艷芳饰)、貝婷婷 (蔣麗萍饰)及小杜鹃(景黛音饰)。芷湄本身是富家少女，因其父炒金失敗，不堪刺激，中風癱瘓。方家破產後，將獨子過繼給叔父，湄母被迫打住家工養家，受盡白眼；芷湄代母打工，認識了凌家少爺宇深 (苗僑偉饰)，種下情根。 小杜鵑的母親本在方家當傭人，杜鵑與芷湄十分投契。杜鵑因父嚐賭成性，致令債臺高築，年紀輕輕，被迫賣唱賺錢供父揮霍。杜鵑見方家經濟不景，介紹芷湄到夜總會工作，被老闆喬老六 (曾江饰)看中，捧芷湄為紅歌星。 芷湄的同學貝婷婷為人貪慕虛榮，見芷湄日漸走紅，便千方百計接近她，希望有機會成為歌星。 宇深與表弟周繼業饰 (汤镇业饰)慕芷湄之芳名去捧場，宇深與芷湄重逢，兩人感情突飛猛進；另方面，婷婷知繼業是富家子，便設計引誘對方追求她，務必要嫁入豪門。 杜鵑被父騙去澳門，險些失去貞操。杜鵑厭倦歌壇營生，決定下嫁對她真心誠意的中醫師梁誠 (刘兆铭饰)。婷婷嫁入周家後，原形畢露，與繼業性格相違，兩人感情日疏，婷婷最後離開周家，重出歌壇，此時竟不幸發現患上絕症。 而芷湄亦欲退出歌壇，嫁予宇深，但喬老六一早覬覦芷湄，從中作梗，還強暴了芷湄，芷湄得不到宇深諒解，唯有答允嫁予喬老六。及後，宇深得悉真相，怒火中燒，殺死喬老六，與芷湄亡命天涯。

## 演員表
| 演員   | 角色   | 備注 |
| 梅艷芳 | 方芷湄 | 方百祥，湄母之女 方家俊之姐 凌宇深之女友 凌不渝之母 被喬老六單戀，後被迷姦，後為其遺孀 小杜鵑，貝婷婷之好友 Paul之前未婚妻 |
| 景黛音 | 小杜鵑 | 勝嫂之女 梁成之妻 方芷湄，貝婷婷之好友 江玉麟之情婦，後分開 Kelly之情敵                                                    |
| 蔣麗萍 | 貝婷婷 | 婷婷母之女 周繼業之妻，最後離婚 周心蓉之母 徐晞之女友 方芷湄，小杜鵑之好友 於第20集因血癌而過世                            |
| 苗僑偉 | 凌宇深 | 深母之子 方芷湄之男友 凌不渝之父 周繼業之表哥兼好友 周繼芳之前未婚夫，被其單戀 喬老六之情敵，於第18集殺害其 於第20集自首   |
| 曾江   | 喬老六 | 夜總會老闆 單戀方芷湄，後迷姦其，最後為其亡夫 凌宇深之情敵，於第18集被其殺害而身亡                                         |
| 湯鎮業 | 周繼業 | 貝婷婷之夫，最後離婚 周心蓉之父 徐晞之情敵 周繼芳之長兄                                                                    |
| 李國麟 | 江玉麟 | Kelly之夫，與其育有一子 小杜鵑之前男友                                                                                     |
| 吳君如 | 周繼芳 | 周繼業之妹 凌宇深之前未婚妻，單戀其但被拒絕                                                                                |
| 關海山 | 方百祥 | 湄母之亡夫 方芷湄，方家俊之父                                                                                              |
| 李香琴 | 湄母   | 方百祥之妻 方芷湄，方家俊之母                                                                                              |
| 关灼元 | 方家俊 | 警察 方百祥，湄母之子 方芷湄之弟                                                                                           |
| 梁珊   | 婷婷母 | 貝婷婷之母 |
| 江毅   | 阿勝   | 勝嫂之亡夫 小杜鵑之父 |
| 夏萍   | 勝嫂   | 方家之前管家 阿勝之妻 小杜鵑之母                                                                                           |
| 黃曼梨 | 深母   | 凌宇深之母 |
| 羅蘭   | 業母   | 周繼業，周繼芳之大媽 |
| 劉兆銘 | 梁成   | 小杜鵑之男友 |
| 李樹佳 | Paul   | 方芷湄之前未婚夫，在其家破產後，與其分手                                                                                   |

## 電視節目的變遷
| 香港無綫電視翡翠台 星期一至五 19:00-20:00 時段 | 香港無綫電視翡翠台 星期一至五 19:00-20:00 時段 | 香港無綫電視翡翠台 星期一至五 19:00-20:00 時段 |
| ---------------------------------------------- | ---------------------------------------------- | ---------------------------------------------- |
|                                                | 香江花月夜 (1984.12.24 - 1985.01.18)           |                                                |
| 城市小品 (1984.11.17 - 1984.12.21)             | 江湖浪子 (1985.01.21 - 1985.02.18)             |                                                |